# Centrostachys aquatica
Centrostachys aquatica är en amarantväxtart som först beskrevs av Robert Brown, och fick sitt nu gällande namn av Nathaniel Wallich. Centrostachys aquatica ingår i släktet Centrostachys och familjen amarantväxter. IUCN kategoriserar arten globalt som livskraftig. Inga underarter finns listade i Catalogue of Life.